# Nymphalis hyperborea
Nymphalis hyperborea är en fjärilsart som beskrevs av Adalbert Seitz 1913. Nymphalis hyperborea ingår i släktet Nymphalis och familjen praktfjärilar. Inga underarter finns listade i Catalogue of Life.